# USS LST-385
O USS LST-385 foi um navio de guerra norte-americano da classe LST que operou durante a Segunda Guerra Mundial.